# Вислица (река)
Вислица (бел. Вісліца) — река в Белоруссии, правый приток Бобрика. Протекает в Ивацевичском и Пинском районах Брестской области.
Длина реки — 41,8 км. Площадь водосбора 543 км². Среднегодовой расход воды в устье 2 м³/с. Средний наклон водной поверхности 0,2 ‰.
Исток реки у деревни Краи в Ивацевичском районе, вскоре после истока река перетекает в Пинский район. Генеральное направление течения — юго-восток, в нижнем течении — восток.
Вислица протекает по западной части низменности Припятское Полесье. До 1978 года Вислица текла через озеро Погостское, после создания на его месте наливного водохранилища Погост река была пущена по новому руслу (каналу), которое огибает водохранилище с юга.
Долина в верхнем течении невыразительная, между деревнями Юзефины и Новый Двор трапециевидная, шириной 1-3 км. Пойма двусторонняя, шириной 0,3-0,7 км. Русло на всем протяжении канализировано (ширина до 4 м, ниже деревни Новый Двор до 20 м), обвалованное дамбами.
На берегах реки стоит несколько деревень — Речки, Заборовцы, Лыще, Юзефины, Новый Двор, Чухово.
Впадает в Бобрик у деревни Дубновичи.